# Raymond Aron
Raymond Claude Ferdinand Aron (tiếng Pháp: [ʁɛmɔ̃ aʁɔ̃]; 14 tháng 3 năm 1905 – 17 tháng 10 năm 1983) là một triết gia, nhà xã hội học, khoa học gia chính trị và ký giả.
Ông được biết tới nhiều nhất nhờ cuốn sách viết năm 1955 Thuốc phiện của giới trí thức, tựa đề mà đảo ngược tuyên bố của Karl Marx cho tôn giáo là thuốc phiện của người dân - Aron lập luận rằng ở Pháp sau chiến tranh, chủ nghĩa Mác là thuốc phiện của giới trí thức. Trong cuốn sách này, Aron quở trách trí thức Pháp về những gì ông mô tả như là những lời chỉ trích khắc nghiệt của họ về chủ nghĩa tư bản và dân chủ và sự bảo vệ đồng thời của họ đối với áp bức, những sự tàn bạo và không khoan dung của chủ nghĩa Mác. Nhà phê bình Roger Kimball cho đó là "một cuốn sách gây nhiều ảnh hưởng của thế kỷ hai mươi."  Aron cũng được biết đến với tình bạn lâu dài của ông, đôi khi tiêu cực, với triết gia Jean-Paul Sartre.
Ông cũng được biết tới với cuốn sách viết năm 1973, The Imperial Republic: The United States and the World 1945-1973, gây ảnh hưởng tới Zbigniew Brzezinski và Henry Kissinger, trong số những người khác.
Aron đã viết rộng rãi về một loạt các chủ đề khác. Trích dẫn về bề rộng và chất lượng các tác phẩm của Aron, nhà sử học James R. Garland gợi ý, "Mặc dù ông ta ít được biết đến ở Mỹ, Raymond Aron được cho là một ví dụ ưu việt của chủ nghĩa trí thức Pháp trong phần lớn của thế kỷ XX." 

## Cuộc sống và sự nghiệp
Sinh ra ở Paris, con trai của một luật sư Do Thái thế tục, Aron học tại École Normale Supérieure, nơi ông gặp Jean-Paul Sartre, người đã trở thành bạn của ông và là đối thủ trí tuệ suốt đời. Ông là một nhà nhân văn duy lý (rational humanist), và là một nhà lãnh đạo trong số những người không đi theo chủ nghĩa hiện sinh. Aron đứng đầu trong kỳ thi Agrégation trong lĩnh vực triết học năm 1928, năm Sartre thi rớt trong cùng kỳ thi. Năm 1930, ông nhận bằng tiến sĩ triết học lịch sử từ École Normale Supérieure.
Ông từng dạy triết học xã hội tại Đại học Toulouse chỉ một vài tuần khi Thế Chiến II bắt đầu; ông gia nhập không quân Pháp. Khi Pháp bị đánh bại, ông tới Luân Đôn để gia nhập lực lượng người Pháp Tự Do, biên tập tờ báo, France Libre (Nước Pháp tự do).
Khi chiến tranh kết thúc, Aron trở về Paris để dạy xã hội học tại École Nationale d'Administration và Sciences Po. Từ 1955 đến 1968, ông giảng dạy tại Sorbonne, và sau năm 1970 tại Collège de France. Năm 1953, ông kết bạn với nhà triết học trẻ người Mỹ Allan Bloom, người đang giảng dạy tại Sorbonne.
Là một nhà báo trong suốt cả cuộc đời, Aron vào năm 1947 đã trở thành một nhà bình luận có ảnh hưởng của tờ Le Figaro, một vị trí ông giữ trong ba mươi năm cho đến khi ông gia nhập L'Express, nơi ông đã viết một mjc về chính trị cho đến khi qua đời.
Ông được bầu là một thành viên danh dự nước ngoài của Học viện Mỹ thuật và Khoa học Mỹ năm 1960.
Aron mất ở Paris vì bị nhồi máu cơ tim vào ngày 17 tháng 10 năm 1983.

## Vị trí trong lịch sử tư tưởng chính trị
Mặc dù Aron thường được xem như là một nhà tự do chính trị, nhưng không có sự đồng thuận hoàn toàn trong nghiên cứu về Aron về truyền thống nào phù hợp nhất với ông. Nói chung, có hai trường phái diễn giải về Aron có thể được xác định: những người thấy ông ta chủ yếu là một nhà tư tưởng theo Kant hoặc Tân-Kant luôn bám lấy ý tưởng tiến bộ, và những người đã xác định Aron là một trong những nhà tư tưởng cam kết với sự khôn ngoan và điều độ theo truyền thống của Aristoteles. Tuy nhiên, cách giải thích thứ hai phổ biến hơn, để người ta có thể gọi Aron, theo ý kiến đa số trong nghiên cứu, như là một nhà "tự do bảo thủ".